# 上総東駅

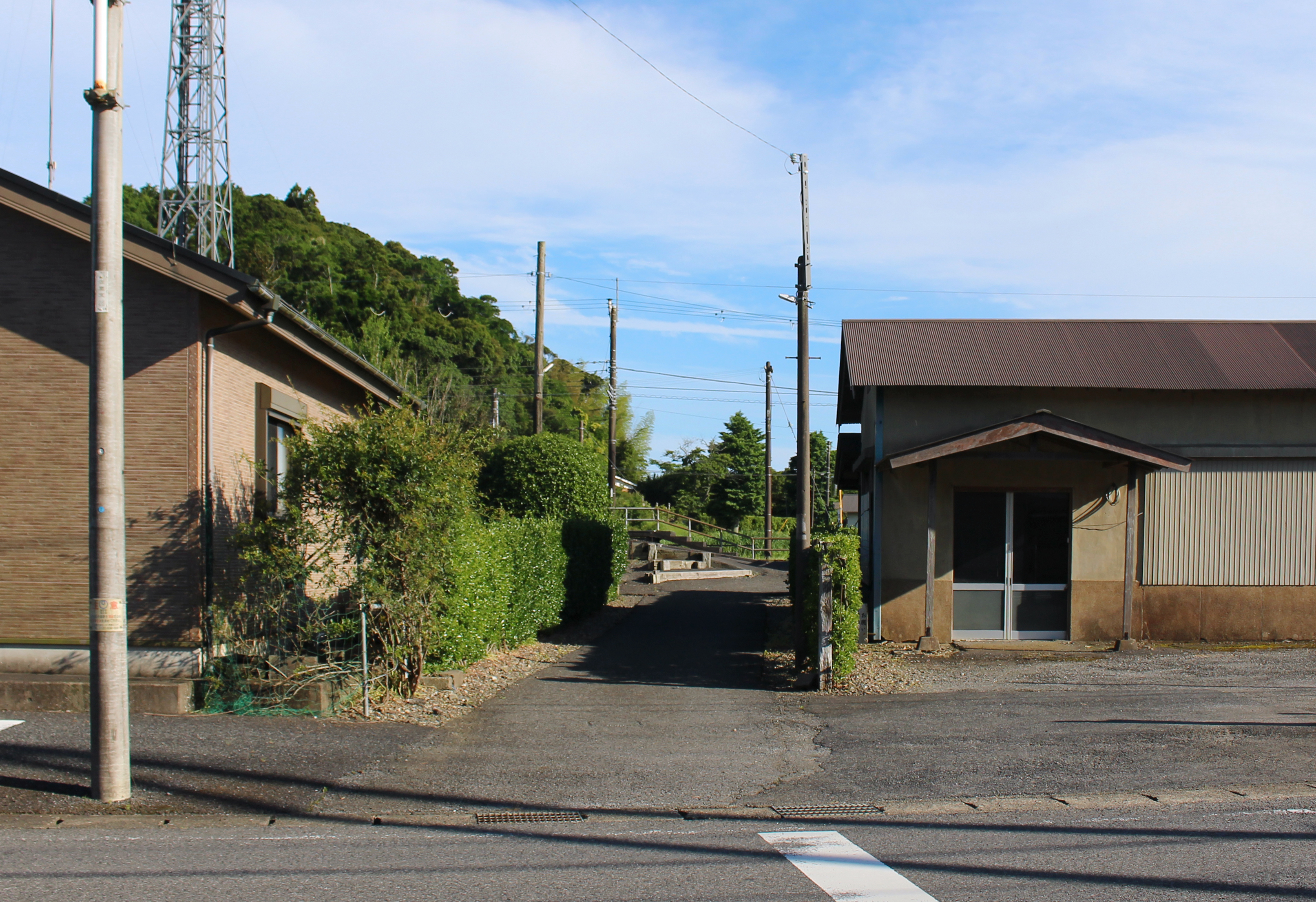
駅出入口の遠景（2024年5月）

上総東駅（かずさあずまえき）は、千葉県いすみ市佐室にある、いすみ鉄道いすみ線の駅である。

## 歴史
- 1930年（昭和5年）4月1日：鉄道省木原線の駅として開設、一般駅[1]。
- 1954年（昭和29年）9月16日：貨物取扱廃止、旅客駅となり[1][2]、同時に無人駅化[3]。
- 1987年（昭和62年）4月1日：国鉄分割民営化に伴い、JR東日本の駅となる[1]。
- 1988年（昭和63年）3月24日：木原線の第三セクター鉄道転換に伴い、いすみ鉄道いすみ線の駅となる[1][4]。同時に2番線ホームを増設し、交換可能駅となる。

## 駅構造
相対式ホーム2面2線を有する地上駅である。無人駅。警報機付構内踏切がある。
構内踏切横には男女共用の仮設トイレ（汲取り式）が設置されている。
かつては駅舎があったが、無人化時に売却された。旧駅舎は駅前の吉田商店の倉庫として現存している。また、国鉄時代には1面1線だったが、第三セクター転換時に相対式2面2線に変更されている。

### のりば
| 番線 | 路線      | 方向 | 行先         |
| ---- | --------- | ---- | ------------ |
| 北側 | ■いすみ線 | 上り | 大原方面     |
| 南側 | ■いすみ線 | 下り | 上総中野方面 |

※案内上ののりば番号は割当てられていない。
注記
- 当駅には駅舎が無いため、「のりば」の位置は方角を用いて表記した。

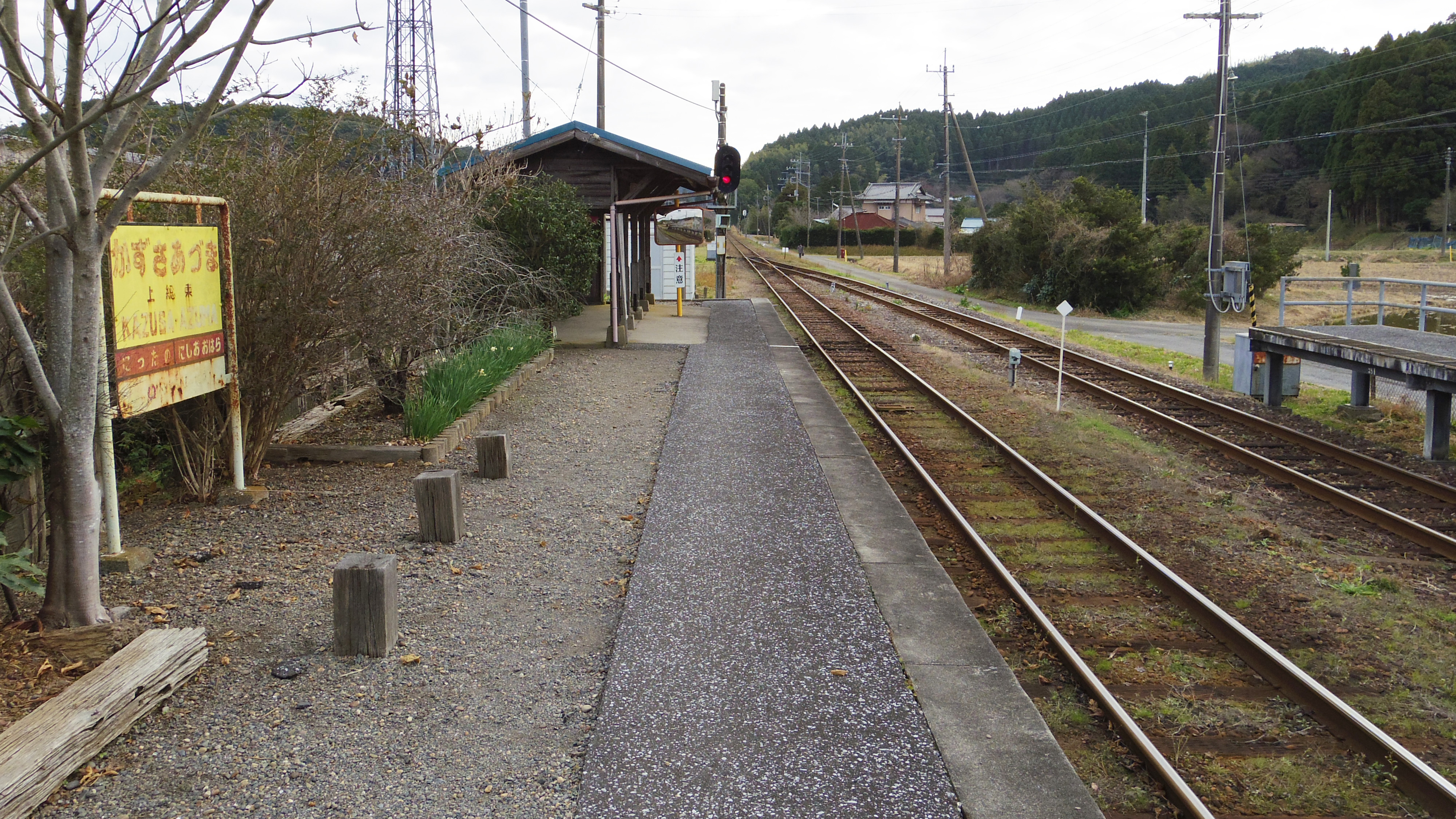
上り線ホーム（2015年12月）
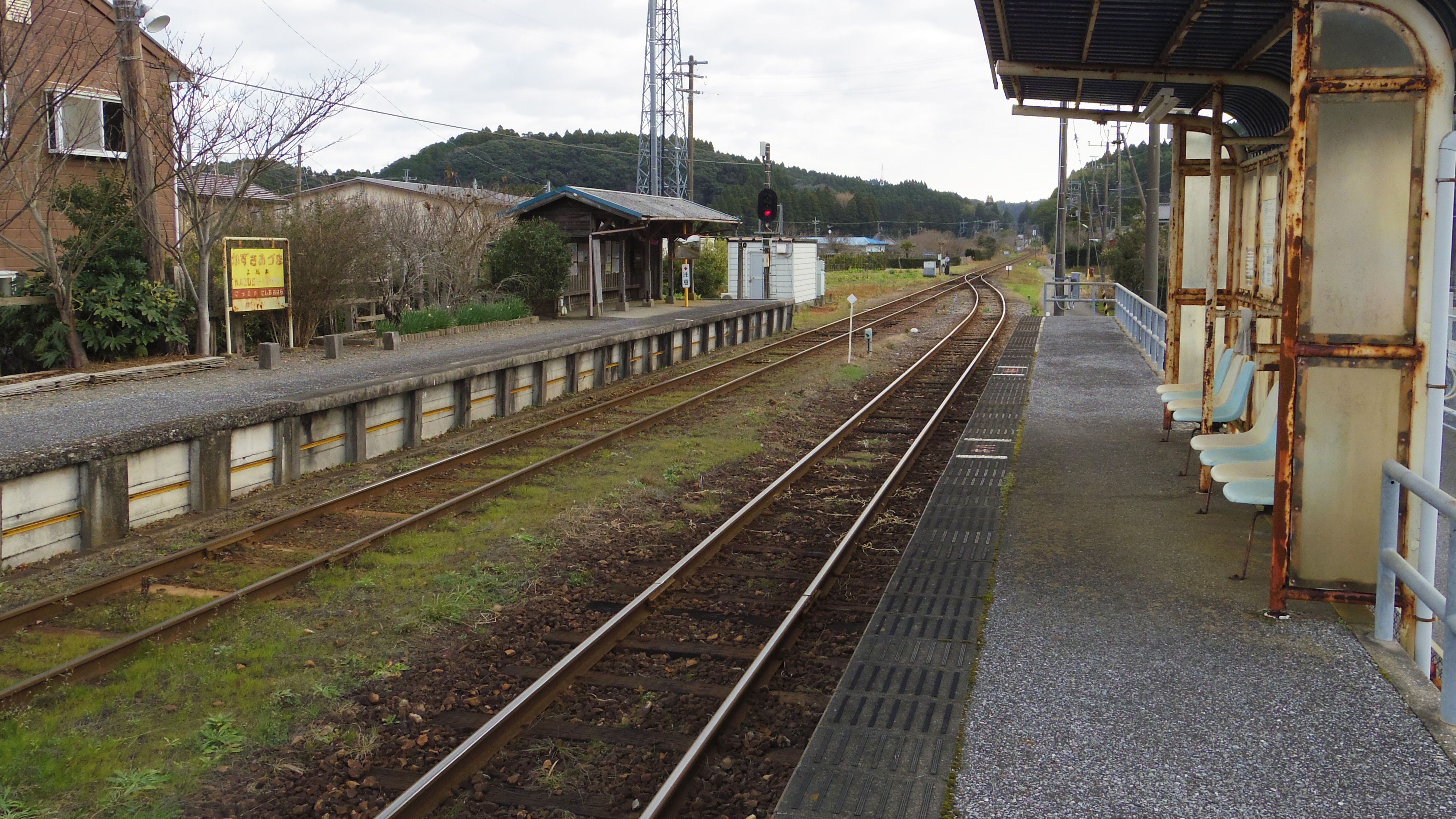
下り線ホーム（2015年12月）

## 利用状況
1日平均乗車人員は28人（2019年度）である。
近年の一日平均乗車人員推移は以下の通り。
|        | 乗車人員 | 乗車人員 | 乗車人員 |
| 年度   | 一日平均 | 定期外   | 定期     |
| ------ | -------- | -------- | -------- |
| 2007年 | 60       |          |          |
| 2008年 | 48       |          |          |
| 2009年 | 51       |          |          |
| 2010年 | 43       |          |          |
| 2011年 | 43       |          |          |
| 2012年 | 41       |          |          |
| 2013年 | 42       |          |          |
| 2014年 | 42       |          |          |
| 2015年 | 40       |          |          |
| 2016年 | 40       |          |          |
| 2017年 | 35       |          |          |
| 2018年 | 30       |          |          |
| 2019年 | 28       | 10       | 18       |

## 駅周辺
駅から少し離れた北側を国道465号が通る。駅前は旧東村の中心部であったため、小規模商店や住宅が点在する。
- いすみ市立東小学校
- いすみ市長志上区公会堂
- いすみ市山田四区区民センター
- いすみ農業協同組合東支所
- 山田郵便局
- 源氏ホタルの里
- トンボの沼

## 隣の駅
いすみ鉄道
■いすみ線
西大原駅 - 上総東駅 - 新田野駅